# Camarlengo del Colegio Cardenalicio
El Camarlengo del Sacro Colegio de Cardenales fue el tesorero de dicho organismo.
Administraba todos los bienes, tasas, fondos e ingresos que pertenecen al Colegio de Cardenales; celebra la misa de réquiem para un cardenal difunto; y estaba a cargo de llevar el registro del Acta Consistoralia.
Se cree que el cargo fue creado por el Papa Eugenio III en 1150, pero no hay ninguna prueba documental para dar fe de su existencia antes de pontificado de Inocencio III, o tal vez incluso del año 1272.
El cargo existió hasta 1997. El último en ocuparlo fue Johannes Willebrands.